# First Live 1993
First Live 1993 est un album de Masada enregistré en public dans le club Knitting Factory, à New York, et sorti en 2002 sur le label Tzadik. Les compositions sont de John Zorn.

## Titres
| 1.    | Piram            | 5:56 |
| 2.    | Sansanah         | 7:10 |
| 3.    | Ziphim           | 7:16 |
| 4.    | Zebdi            | 5:00 |
| 5.    | Hadasha          | 7:39 |
| 6.    | Rachab / Lebaoth | 7:04 |
| 7.    | Hazor            | 7:03 |
| 47:08 |                  |      |

## Personnel
- John Zorn - saxophone
- Dave Douglas - trompette
- Greg Cohen - basse
- Joey Baron - batterie